# Fredrik Adolf Ulrik Cronstedt
Fredrik Adolf Ulrik Cronstedt, född 1 december 1744 i Stockholm, död 19 april 1829 i Stockholm, var en svensk greve, landshövding och konstnär. Han var son till Carl Johan Cronstedt.

## Biografi
Cronstedt blev hovintendent 1765 och företog 1770–1773 en längre utrikesresa. I Rom blev han vän med Johan Tobias Sergel, studerade konst och inköpte en stor samling äldre tavlor. Cronstedt var även själv verksam som konstnär och utförde ett flertal etsningar och porträttmedaljonger. Han var medlem av såväl Målar- och bildhuggarakademin som Musikaliska akademien. Cronstedt var 1781–1812 landshövding i Gävleborgs län. Cronstedt finns representerad med teckningar vid bland annat Nationalmuseum i Stockholm.

## Utmärkelser[5]
- Riddare av Vasaorden - 28 april 1780
- Kommendör av Vasaorden - 26 november 1787

Då Cronstedt även var underceremonimästare vid Serafimerorden fick han även bära dess tecken på bröstet.

## Bilder

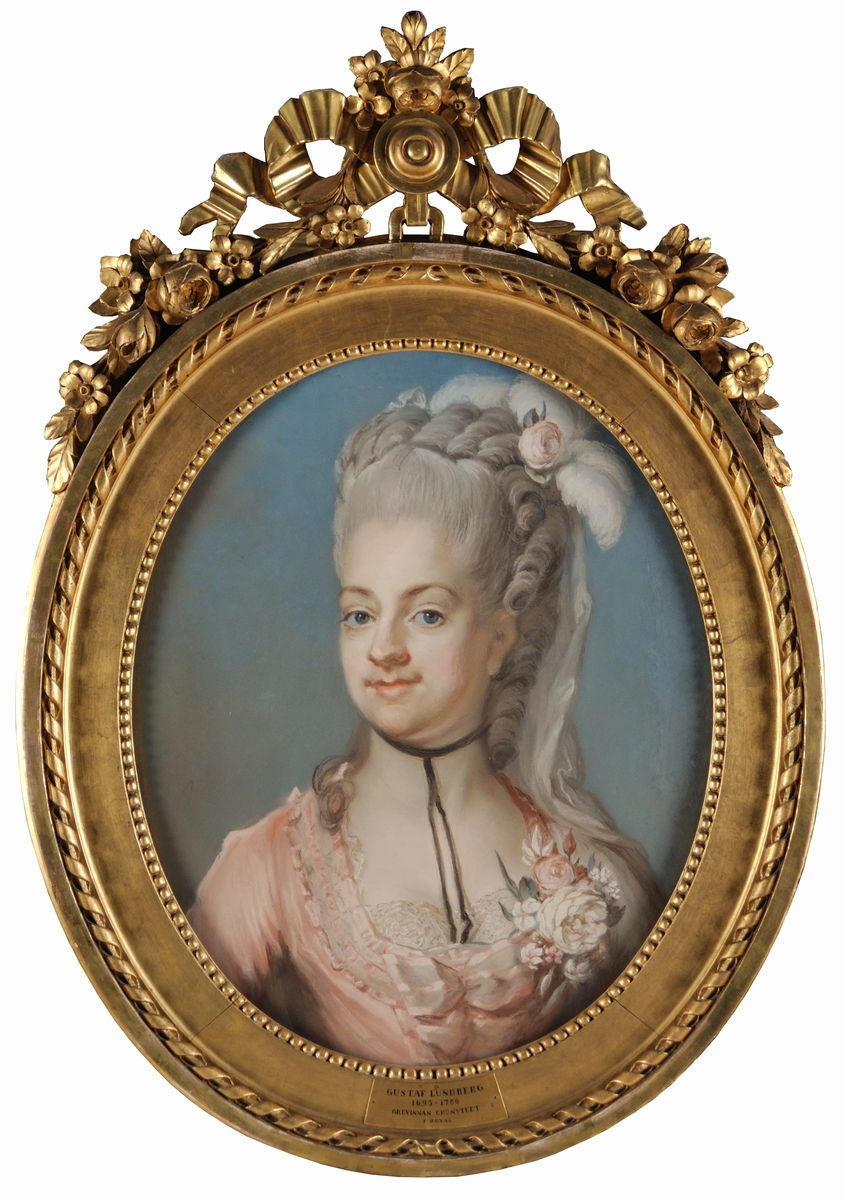
Cronstedt fru Juliana Duvall, på en målning från 1777 av Gustaf Lundberg.